# Oldendorfer Hünensteine
De Oldendorfer Hünensteine is een hunebed uit het neolithicum van het type ganggraf. Het staat bekend met Sprockhoff Nr. 968 en is onderdeel van de Straße der Megalithkultur. Het bouwwerk werd opgericht tussen 3500 en 2800 v.Chr. en wordt toegeschreven aan de Trechterbekercultuur.

## Kenmerken
Het hunebed ligt in een bosje tussen een parkeerplaats aan de Bundesstraße 213 en de Straße Hünensteine, ten westen van Oldendorf (zuidwestelijk van, en behorende tot de gemeente  Lastrup) in het Landkreis Cloppenburg in Nedersaksen.
Het betreft de resten van een 10,7 × 2,2 meter grote Emsländische Kammer met een ovale steenkrans en nog tien overgebleven stenen. Van de kamer zijn nog 21 stenen bewaard gebleven. De licht onsymetrische dekheuvel is nog net twee meter hoog, dertig meter lang en tien meter breed.

## Weblinks
- Oldendorfer Hünensteine: Beschreibung Plan und Bilder